# Fon (Sprache)

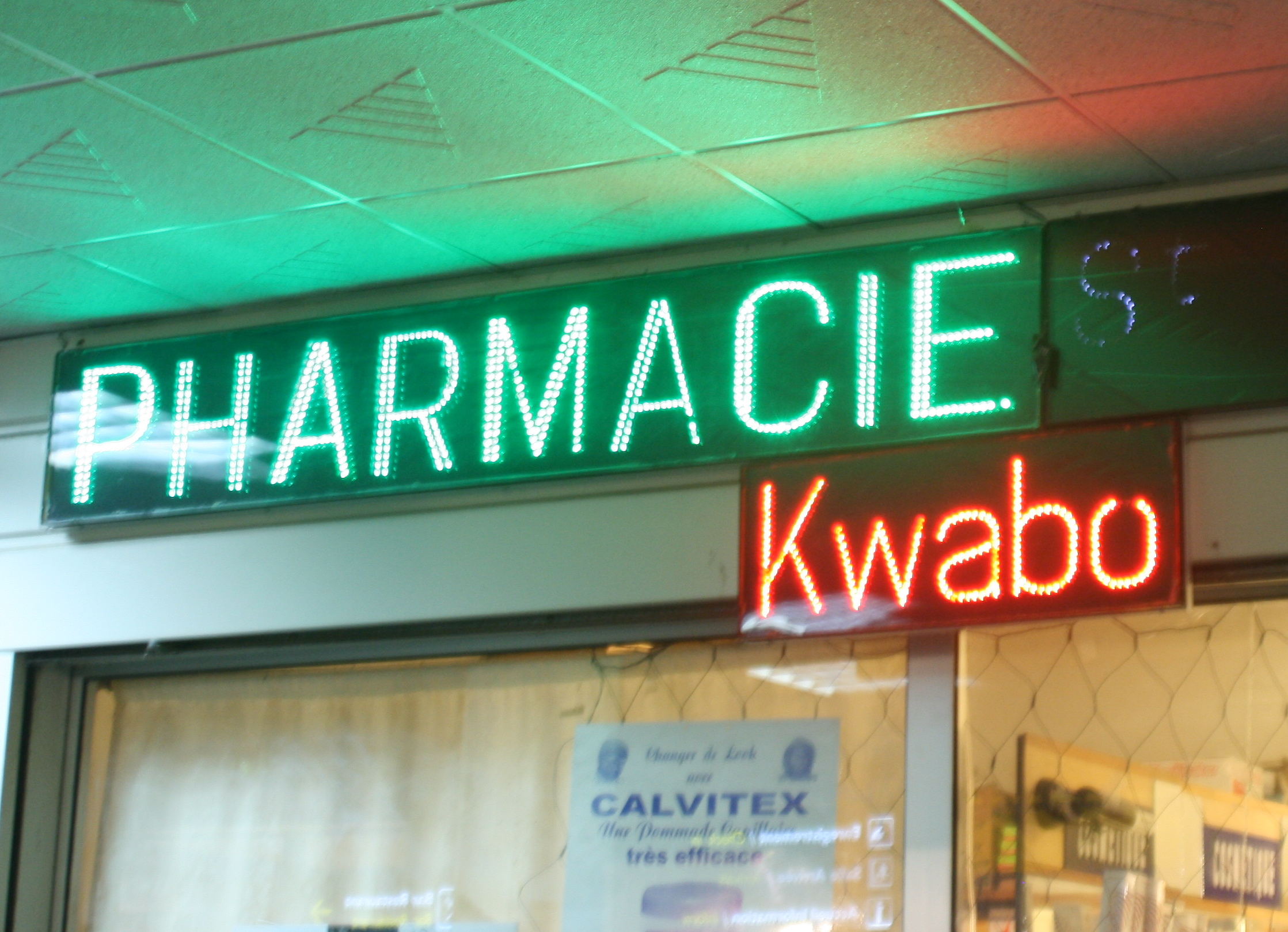
„Herzlich willkommen“ (Kwabɔ) auf Fon an einer Apotheke am Flughafen Cotonou

Fon (Eigenbezeichnung Fɔngbè) ist eine Sprache aus der Gruppe der Gbe-Sprachen, die zur Unterfamilie der Kwa-Sprachen innerhalb der Familie der Niger-Kongo-Sprachen gehören.
Es ist eine bedeutende Lingua franca in Westafrika und wird größtenteils in Nigeria und Benin gesprochen, ist aber auch in der Elfenbeinküste, Burkina Faso, Niger und Togo weit verbreitet. Im südlichen Benin ist Fon Hauptverkehrssprache und wird von ca. 1,7 Mio. Sprechern gesprochen.
Fon ist eine Tonsprache. Das international bekannteste Wort aus dem Fon ist vodun (entlehnt Voodoo), was „Gott“ oder „Gottheit“ bedeutet.
Fon ist die Muttersprache der beninisch-französischen Sängerin Angélique Kidjo. In einigen Liedern singt sie auch auf Fon.